# Мойсик Володимир Романович
Володи́мир Рома́нович Мо́йсик (нар. 18 серпня 1957, с. Стецева, Снятинський район, Івано-Франківська область) — український політик. Народний депутат України 4–6 скликань. Кандидат юридичних наук (2003). Перший заступник голови партії «За Україну!». Суддя Конституційного Суду України в 2016–2025 роках..

## Освіта
З 1978 до 1983 навчався на юридичному факультеті Київського університету ім. Т. Шевченка за фахом юрист. Кандидатська дисертація «Проблеми кримінальної відповідальності за шахрайство з фінансовими ресурсами» (Київський національний університет ім. Т. Шевченка, 2003).

## Кар'єра
- 1974–1975 — бетонник Коломийського БУ (м. Коломия Івано-Франківської області).
- 1975–1977 — служба в армії.
- 1977–1983 — слухач підготовчого відділення, студент Київського національного університету ім. Т. Шевченка.
- 1983–1990 — народний суддя Залізничного районного народного суд м. Києва.
- 1990–1995 — суддя Київського міського суду.
- Квітень 1995 — липень 2006 — суддя (з липня 2005, безстроково)[5] Судової колегії в кримінальних справах (Судової палати у кримінальних справах) Верховного Суду України[6][7].
- Грудень 2008 — березень 2010 — радник Президента України (поза штатом)[8][9].

Захоплюється футболом та поезією.
Автор понад 10 наукових праць.

## Парламентська діяльність
Народний депутат України 4-го скликання з 14 травня 2002 до 25 травня 2006 за виборчім округом № 87 Івано-Франківської області. «За» 59.12 %, 7 суперників. На час виборів: суддя Верховного Суду України, безпартійний. Член фракції «Наша Україна» (травень 2002 — березень 2005), уповноважений представник фракції Української народної партії (березень — грудень 2005), позафракційний (грудень 2005 — лютий 2006), член фракції політичної партії Народний Союз «Наша Україна» (з лютого 2006). Голова Комітету з питань законодавчого забезпечення правоохоронної діяльності (з червня 2002).
Народний депутат України 5-го скликання з 25 травня 2006 до 8 червня 2007 від Блоку «Наша Україна», № 46 в списку. На час виборів: народний депутат України, безпартійний. Член фракції Блоку «Наша Україна» (з травня 2006). Голова підкомітету з питань парламентського контролю та законодавчого забезпечення реформування органів прокуратури Комітету з питань законодавчого забезпечення правоохоронної діяльності (з липня 2006), заступник голови Комісії при Президентові України у питаннях помилування (з квітня 2005), голова Тимчасової слідчої комісії з питань розслідування обставин і причин загибелі журналіста Георгія Гонгадзе та з'ясування причин зволікання в розслідуванні кримінальної справи (з вересня 2006). 8 червня 2007 достроково припинив свої повноваження під час масового складення мандатів депутатами-опозиціонерами з метою проведення позачергових виборів до Верховної Ради України.
Народний депутат України 6-го скликання з 23 листопада 2007 до 12 грудня 2012 від Блоку «Наша Україна — Народна Самооборона», № 43 в списку. На час виборів: тимчасово не працював, член політичної партії Народний союз «Наша Україна». Член фракції Блоку «Наша Україна — Народна Самооборона» (з листопада 2007). Голова підкомітету з питань вдосконалення законодавства про адміністративні правопорушення та кримінального та кримінально-процесуального законодавства Комітету з питань законодавчого забезпечення правоохоронної діяльності (грудень 2007 — травень 2008), голова підкомітету з питань кримінального та кримінально-процесуального законодавства Комітету з питань законодавчого забезпечення правоохоронної діяльності (з травня 2008).

## Сім'я
Дружина Валентина Петрівна, син Роман.

## Призначення суддею Конституційного Суду України
26 січня 2016 року Президентом П. Порошенком В. Мойсик був призначений суддею Конституційного Суду України.

## Нагороди та звання
Суддя 1-го кваліфікаційного класу. Кавалер ордена «За заслуги» III (січень 2006), II ст. (жовтень 2009).